# Liz Mohn Stiftung
Die Liz Mohn Stiftung mit Sitz in Gütersloh ist eine gemeinnützige, operative Stiftung, welche das Engagement der Stifterin Liz Mohn bündelt.

## Geschichte
Liz Mohn gründete 2005 die Liz-Mohn-Kultur- und Musikstiftung mit einem Stiftungskapital von 16,2 Mio. Euro. Die Stiftung förderte den Opern-Gesangsnachwuchs, die Musikerziehung sowie das Verständnis zwischen Kindern und Jugendlichen mit unterschiedlichem kulturellem Hintergrund.
2022 gründete Mohn nach ihrem Ausscheiden aus dem Vorstand der Bertelsmann Stiftung zusammen mit dieser das Liz Mohn Center als gGmbH mit dem Ziel des globalen Wissenstransfers.
Im Februar 2024 führte Mohn die Aktivitäten des Centers und der Kultur- und Musikstiftung in der Liz Mohn Stiftung zusammen. Damit will die Stifterin nach eigenen Angaben ihr Engagement bündeln und eine strategische Weiterentwicklung ermöglichen. Dies geschah durch eine Neustrukturierung der Liz-Mohn-Kultur- und Musikstiftung, weshalb das offizielle Gründungsdatum im Stiftungsverzeichnis 2005 ist.

## Organisation
Die Stifterin fungiert als Vorsitzende des Vorstands und wird in dieser Aufgabe durch Matthias Meis unterstützt.
Die Geschäftsstelle in Gütersloh hat 15 Mitarbeitende (Stand 2024) und wird geleitet von Nadine Lindemann und Jörg Habich.